# Bulevar César Rengifo
Bulevar Cesár Rengifo o Bulevar de El Cementerio es el nombre que recibe un espacio público de 2.500 metros cuadrados localizado en la parroquia Santa Rosalía del Municipio Libertador al oeste del Distrito Metropolitano de Caracas y al centro norte del país sudamericano de Venezuela. Debe su nombre al pintor, periodista y dramaturgo venezolano, César Rengifo.

## Descripción
En el año 2009 se aprueba e inicia una plan para recuperar la antigua Calle Real de El Cementerio que fue transformada en 2011 en un nuevo Bulevar de 1,8 kilómetros con rampas caminerias y espacios para realizar ejercicios a lo largo de 11 cuadras. La inauguración oficial por parte de las autoridades municipales se produjo el 19 de abril de 2011 convirtiéndose en el segundo Bulevar más grande de la ciudad capital venezolana. En febrero de 2015 fue remozado nuevamente.